# Resolució 2069 del Consell de Seguretat de les Nacions Unides
La Resolució 2069 del Consell de Seguretat de les Nacions Unides fou adoptada per unanimitat el 9 d'octubre de 2012. Després de recordar les resolucions anteriors sobre la situació a l'Afganistan, en particular les resolucions 1386 (2001) i 1510 (2003), en virtut del Capítol VII de la Carta de les Nacions Unides, el Consell va acordar ampliar el mandat de la Força Internacional d'Assistència i de Seguretat (ISAF), liderada per l'OTAN, per un any més, fins al 13 d'octubre de 2013.
El Consell assenyala la importància que els serveis de seguretat afganesos estiguin reforçats i formats per assumir la responsabilitat de la seguretat i l'aplicació de la llei al seu país.